# Joona Koppanen
Joona Koppanen, född 25 februari 1998, är en finländsk professionell ishockeyforward som är kontrakterad till Boston Bruins i National Hockey League (NHL) och spelar för Providence Bruins i American Hockey League (AHL). 
Han har tidigare spelat för Ilves i Liiga; Koovee i Mestis samt Atlanta Gladiators i ECHL.
Koppanen draftades av Boston Bruins i femte rundan i 2016 års draft som 135:e totalt.

## Statistik
| 2017–2018    | Ilves              | Liiga        | 45  | 2  | 12 | 14 | 8  | — | — | — | — | —  |
|              | Providence Bruins  | AHL          | 10  | 2  | 0  | 2  | 0  | — | — | — | — | —  |
| 2018–2019    | Providence Bruins  | AHL          | 45  | 2  | 0  | 2  | 6  | — | — | — | — | —  |
|              | Atlanta Gladiators | ECHL         | 7   | 0  | 1  | 1  | 4  | — | — | — | — | —  |
| 2019–2020    | Providence Bruins  | AHL          | 43  | 9  | 9  | 18 | 14 | — | — | — | — | —  |
|              | Atlanta Gladiators | ECHL         | 5   | 1  | 4  | 5  | 2  | — | — | — | — | —  |
| 2020–2021    | Ilves              | Liiga        | 13  | 3  | 2  | 5  | 2  | — | — | — | — | —  |
|              | Koovee             | Mestis       | 10  | 6  | 11 | 17 | 10 | — | — | — | — | —  |
|              | Providence Bruins  | AHL          | 21  | 3  | 3  | 6  | 2  | — | — | — | — | —  |
| 2021–2022    | Providence Bruins  | AHL          | 62  | 11 | 19 | 30 | 20 | 2 | 0 | 1 | 1 | 0  |
| 2022–2023    | Boston Bruins      | NHL          | 5   | 0  | 1  | 1  | 4  | — | — | — | — | —  |
|              | Providence Bruins  | AHL          | 64  | 12 | 23 | 35 | 26 | 4 | 0 | 2 | 2 | 17 |
| NHL totalt   | NHL totalt         | NHL totalt   | 5   | 0  | 1  | 1  | 4  | — | — | — | — | —  |
| Liiga totalt | Liiga totalt       | Liiga totalt | 58  | 5  | 14 | 19 | 10 | — | — | — | — | —  |
| AHL totalt   | AHL totalt         | AHL totalt   | 245 | 39 | 54 | 93 | 68 | 6 | 0 | 3 | 3 | 17 |
| ECHL totalt  | ECHL totalt        | ECHL totalt  | 12  | 1  | 5  | 6  | 6  | — | — | — | — | —  |

### Internationellt
| Källa: Uppdaterad: 2023-01-13 | Källa: Uppdaterad: 2023-01-13 | Källa: Uppdaterad: 2023-01-13 |         | Utv = Utvisningsminuter | Utv = Utvisningsminuter | Utv = Utvisningsminuter | Utv = Utvisningsminuter | Utv = Utvisningsminuter |
| År                            | Lag                           | Mästerskap                    | Matcher | Mål                     | Assists                 | Poäng                   | Utv                     |                         |
| ----------------------------- | ----------------------------- | ----------------------------- | ------- | ----------------------- | ----------------------- | ----------------------- | ----------------------- | ----------------------- |
| 2015                          | Finland                       | Ivan Hlinka                   | 5       | 1                       | 0                       | 1                       | 0                       |                         |
| 2016                          | Finland                       | U18-VM                        | 7       | 0                       | 0                       | 0                       | 2                       |                         |
| 2018                          | Finland                       | JVM                           | 5       | 3                       | 1                       | 4                       | 0                       |                         |
| Junior totalt                 | Junior totalt                 | Junior totalt                 | 17      | 4                       | 1                       | 5                       | 2                       |                         |